# Emma Čechová
Emma Čechová (* 12. července 2004 Brusel) je česká basketbalistka, hrající na pozici pivotky, měří 194 cm. Od května roku 2025 hraje za český tým ZVVZ USK Praha.

## Klubová kariéra
Emma začínala s basketbalem v Bruselu. Žákovské roky strávila v USK Praha, část dorosteneckých let pak hrála v Rakousku. V roce 2022 se vrátila do českého basketbalu a přestoupila do týmu Žabiny Brno.
S Žabinami Brno získala tři stříbrné medaile v Chance ŽBL a dvě vítězství v Českém poháru. V domácí lize má dlouhodobý průměr 8 bodů a 5,3 doskoků na zápas. V sezóně 2024/25 měla průměr 9,6 bodů a 6,6 doskoků na zápas.
Emma se také zúčastnila Euroligy, kde ve své první sezóně 2024–25 dosahovala průměru 7,6 bodů a 4,9 doskoků na zápas.

## Reprezentační kariéra
Emma debutovala v české seniorské reprezentaci v roce 2022.

### Mládežnické reprezentace
- Mistrovství světa do 19 let – 7. místo
- Mistrovství Evropy U20 divize B – bronzová medaile, zvolena do nejlepší pětice turnaje

### Seniorská reprezentace
- Mistrovství Evropy 2023 – 7. místo
- Mistrovství Evropy 2025 – 6. místo

## Osobní život
Emma Čechová paralelně se sportem studuje práva na Masarykově univerzitě v Brně, kde přešla z magisterského na bakalářský program kvůli náročnosti kombinace vrcholového sportu a studia. V budoucnu by se chtěla věnovat problematice lidských práv a válečných zločinů.